# Comuna de Wyry
Wyry (polaco: Gmina Wyry) é uma gminy (comuna) na Polónia, na voivodia de Santa Cruz e no condado de Mikołowski. A sede do condado é a cidade de Wyry.
De acordo com os censos de 2004, a comuna tem 6249 habitantes, com uma densidade 181,4 hab/km².

## Área
Estende-se por uma área de 34,45 km², incluindo:
- área agricola: 55%
- área florestal: 38%

## Demografia
Dados de 30 de Junho 2004:
|                      | Total   | Total | Mulheres | Mulheres | Homens  | Homens |
| -------------------- | ------- | ----- | -------- | -------- | ------- | ------ |
|                      | pessoas | %     | pessoas  | %        | pessoas | %      |
| População            | 6249    | 100   | 3182     | 50,9     | 3067    | 49,1   |
| Densidade (pop./km²) | 181,4   | 100   | 92,4     | 92,4     | 89      | 89     |

De acordo com dados de 2002, o rendimento médio per capita ascendia a 1522,32 zł.

## Comunas vizinhas
- Kobiór, Łaziska Górne, Mikołów, Orzesze, Tychy